# 푸엔테 데 바예카스역
푸엔테 데 바예카스 역(스페인어: Puente de Vallecas)은 마드리드 지하철 1호선의 역이다. 마드리드 레티로 구와 푸엔테데바예카스 구 사이에 위치해 있으며, 푸엔테 데 바예카스 다리 밑에 자리해 있어 여기서 역명을 따왔다. 요금구역상으로는 A구역에 속한다.

## 역사
1923년 5월 8일 1호선의 아토차-푸엔테 데 바예카스 연장구간이 개통되면서 영업에 들어갔다. 한동안 1호선의 시종착역 역할을 하다가 1962년 7월 2일부터 일반역으로 전환하였다. 1960년대 들어서 기존의 승강장을 90m로 확대하였고 2000년대에는 역 내장공사를 거쳤다.
2016년 7월 3일부터는 1호선의 도심구간에 해당되는 플라사 데 카스티야-시에라 데 과달루페 구간이 시설정비 공사로 운행을 일시 중단되면서 이곳도 영업을 중단하였다. 9월 이후 아토차 렌페-알토 델 아레날 구간 공사가 마무리되면서 먼저 영업을 재개하였다. 전체 공사는 11월에 마무리되면서 전 구간이 정상운행을 시작하였다.

## 환승 정보
역 주변에는 시내버스 정류장이 여덟 곳 있으며, 야간노선도 일부 운행된다.
| 마드리드 지하철             | 마드리드 지하철       | 마드리드 지하철            |
| --------------------------- | --------------------- | -------------------------- |
| 파시피코 피나르 데 차마르틴 | 마드리드 지하철 1호선 | 누에바 누만시아 발데카로스 |